# Кадри, Мумтаз
Малик Мумтаз Хуссейн Кадри (урду ممتاز قادری‎
1985 — 29 февраля 2016) — телохранитель и убийца губернатора Пенджаба Салмана Тасира. Кадри убил его за критику закона о богохульстве и поддержку христианки Асии Биби, обвиняемой в богохульстве. Высокий суд Исламабада признал Мумтаза Кадри виновным в убийстве и приговорил к повешению. 29 февраля 2016 года приговор был приведён в исполнение.
Процесс над Кадри был воспринят в пакистанском обществе крайне неоднозначно, многие считали его героем. Смертный приговор вызвал массовые протесты по всему Пакистану. На похороны Кадри пришли около 100 тысяч человек.

## Биография
Родился в 1985 году в Равалпинди. Его отец торговал овощами. В 2002 году Кадри стал полицейским. В 2007 году перешёл на работу в элитное подразделение, специализирующееся на борьбе с терроризмом и охране высокопоставленных персон. В 2009 году женился, в браке родился один сын. В 2010 году вошёл в состав отряда спецназа, охранявшего губернатора Пенджаба Салмана Тасира.
По вероисповеданию Мумтаз Кадри был суннитом-барелви.

### Убийство и суд
Вечером 4 января 2011 года на рынке Кохсар в Исламабаде Мумтаз Кадри убил охраняемого им губернатора Салмана Тасира, выпустив в него 28 пуль. Сразу после этого он был арестован.
Более 300 адвокатов вызвались защищать Мумтаза Кадри без оплаты своих услуг.
10 октября 2011 года Кадри был признан виновным в убийстве и приговорён к смертной казни. 6 октября 2011 года он подал апелляцию в Высокий суд Исламабада. 11 октября того же года она была принята судом. В декабре 2015 года апелляция Кадри была отклонена. 29 февраля 2016 года он был повешен в тюрьме Равалпинди. 1 марта того же года он был похоронен в Равалпинди. По оценкам, на похороны Кадри пришли около 100 тысяч человек, значительную часть из них составляли мусульмане-барелви. Трансляция похорон была запрещена правительством. Союз журналистов Пакистана осудил этот запрет.

## Реакция

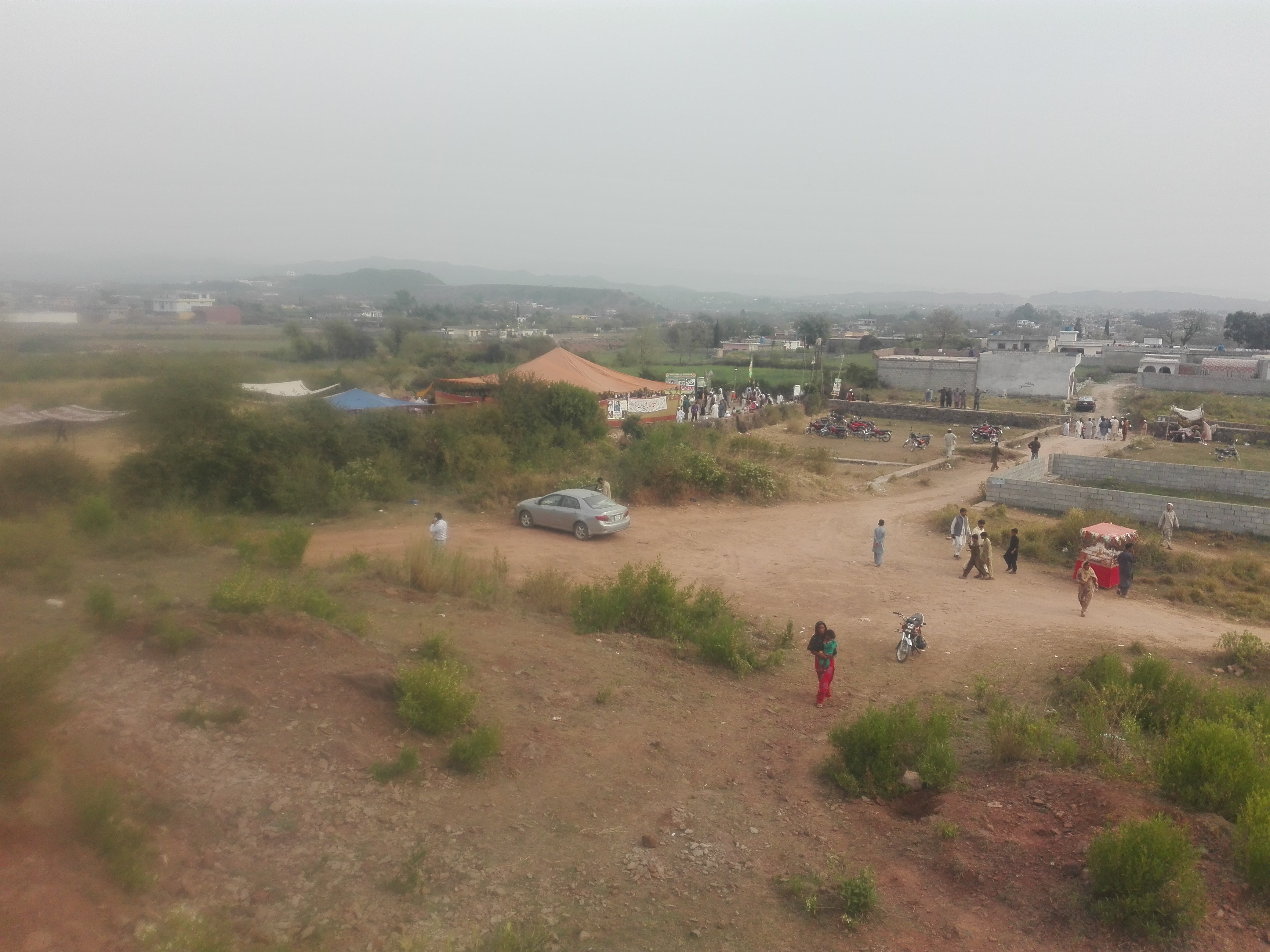
Могила Мумтаза Кадри

Смертный приговор и казнь Мумтаза Кадри вызвали массовые протесты суннитов по всему Пакистану. В частности, протестами были затронуты Исламабад, Карачи, Лахор и Пешавар. Юристы Исламабада призвали к однодневной забастовке. Из-за протестов были приостановлено курсирование метробуса, ездившего из Равалпинди в Исламабад, в различных частях Карачи, Лахора и Исламабада были закрыты рынки и бизнес-центры.
Сторонники Кадри полагают, что 29 февраля было выбрано властями днём казни потому, что этот день есть лишь раз в 4 года, соответственно, поминать казнённого придётся реже.
Ежедневно могилу Кадри посещают сотни людей.
В 2014 в Исламабаде была построена барелвийская мечеть, названная именем Мумтаза Кадри.